# Aleksey Mishin (lutte)
Aleksey Mishin, né le 8 février 1979 à Rouzaïevka, est un lutteur russe.

## Palmarès

### Jeux olympiques
- Médaille d'or aux Jeux olympiques d'été de 2004 à Athènes
- 9e aux Jeux olympiques d'été de 2008 à Pékin

### Championnats du monde
- Médaille de bronze en catégorie des moins de 84 kg en 2010
- Médaille d'or en catégorie des moins de 84 kg en 2007
- Médaille de bronze en catégorie des moins de 84 kg en 2006
- Médaille d'argent en catégorie des moins de 84 kg en 2005
- Médaille d'argent en catégorie des moins de 76 kg en 2001

### Championnats d'Europe
- Médaille d'or en catégorie des moins de 84 kg en 2013, à Tbilissi
- Médaille d'or en catégorie des moins de 84 kg en 2010 à Bakou
- Médaille d'or en catégorie des moins de 84 kg en 2009 à Vilnius
- Médaille d'or en catégorie des moins de 84 kg en 2007 à Sofia
- Médaille d'or en catégorie des moins de 84 kg en 2005 à Varna
- Médaille d'or en catégorie des moins de 84 kg en 2003 à Belgrade
- Médaille d'argent en catégorie des moins de 76 kg en 2001 à Istanbul